# Patricio Prato
Patricio Prato (Buenos Aires, 24 novembre 1979) è un ex cestista argentino naturalizzato italiano.

## Carriera
Figlio d'arte (suo padre Fernando ha fatto parte della nazionale argentina), gioca nel ruolo di guardia. All'inizio della sua carriera ha giocato nel settore giovanile dell'Atenas in Argentina, per poi trasferirsi negli Stati Uniti alla Saint Bonaventure University, dove è rimasto quattro anni.
Al termine della sua carriera universitaria si è trasferito in Italia alla Fortitudo Bologna, in cui ha militato per due stagioni. Dopo Bologna ha vestito la maglia di Avellino e poi Nuova Sebastiani Rieti; nel suo primo anno in terra reatina ha contribuito alla promozione in Serie A. Nel 2009 si trasferisce alla Pallacanestro Cantù, proseguendo poi la carriera italiana fino al 2012 all'Andrea Costa Imola, con una parentesi di una stagione alla Virtus Bologna.
Dalla stagione 2012-13 è tornato in Argentina, prima al Club Atlético Lanús e dall'agosto 2013 al Boca Juniors. Nell'agosto 2014 fa ritorno al Basket Imola, in Serie A2 dove torna nelle vesti di capitano.
Il 12 luglio del 2019 a quasi 40 anni d'età decide di ritirarsi dall'attività agonistica.

## Palmarès
- Coppa Italia di Legadue: 1

Nuova Sebastiani Rieti: 2007
- Legadue: 1

Nuova Sebastiani Rieti: 2006-07
- Campeonato Panamericano de Clubes: 1

Atenas: 1996
- Liga Sudamericana: 2

Atenas: 1997-98, 1998-99
- Liga Nacional de Básquet: 2

Atenas: 1997-98, 1998-99